# Embaúba (árvore)
Embaúba é a designação comum de várias espécies de árvores, principalmente do gênero Cecropia.

## Etimologia
"Embaúba", "embaúva", "imbaúba", "imbaúva", "umbaúba", "umbaúva", "ambaúba", "embaíba" e "imbaíba" originam-se do termo tupi ãba'ib, que significa "árvore oca", ou amba'yba.

## Descrição
São árvores de tronco oco, suas folhas são de 9 a 10, com a parte inferior branca, seus frutos são pontiagudos. Pode chegar a quinze metros de altura. Pertence ao estrato das plantas pioneiras da mata atlântica.

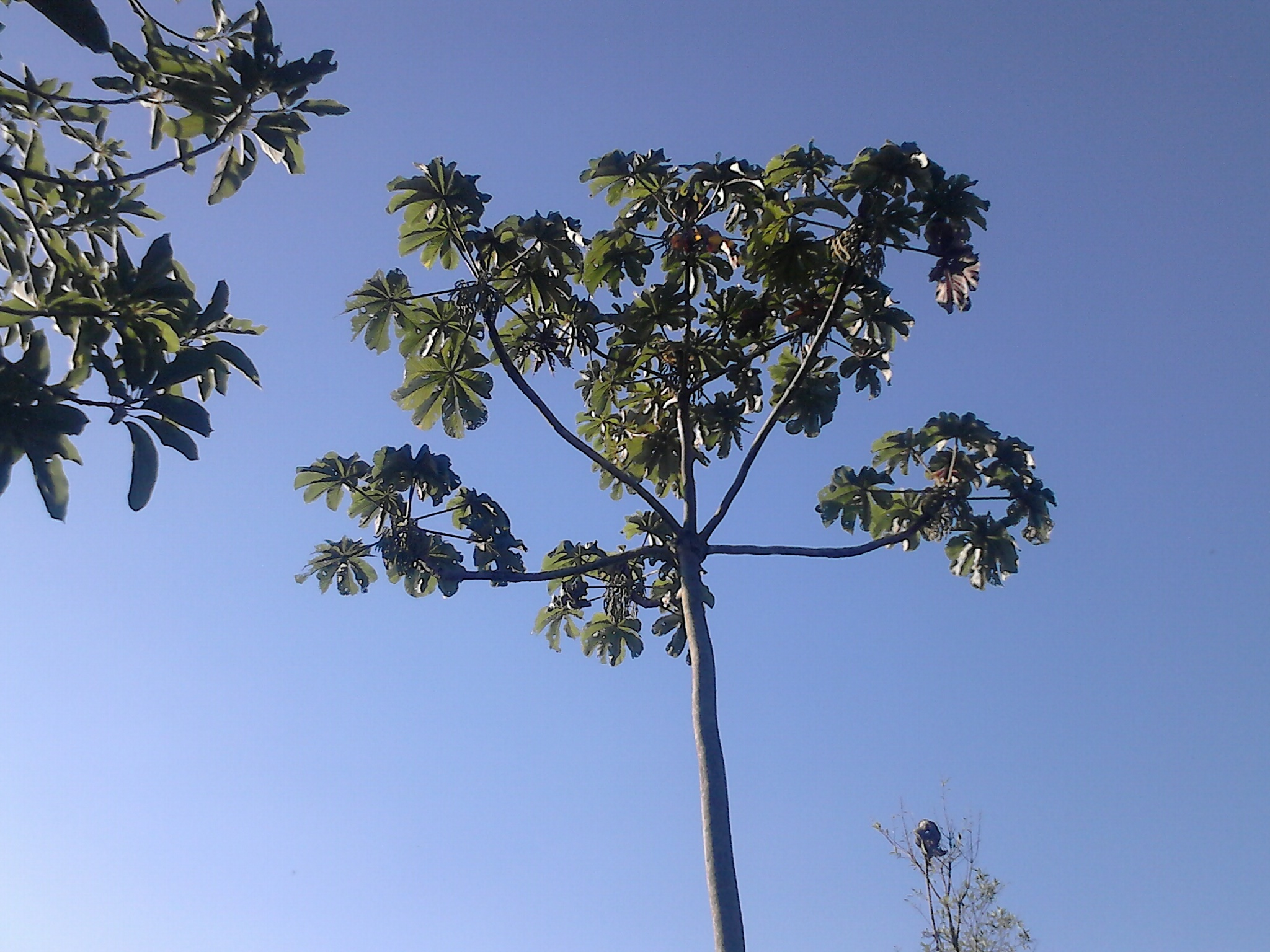
Cecropia obtusifolia em área de Mata Atlântica

As embaúbas são leves, pouco exigentes quanto a solo e muito comuns em áreas desmatadas em recuperação. Possuem frutos atrativos a várias espécies de aves. São capazes de se dispersarem rapidamente. Como possuem caule e ramos ocos, vivem em simbiose com formigas, especialmente as do gênero Azteca, que habitam o seu interior e que as protegem de animais herbívoros - daí os nomes castelhanos para a planta: hormigo ou hormiguillo, numa referência a hormiga ("formiga"). Os indígenas utilizavam a madeira da raiz para fazer fogo por fricção com outra madeira dura.
Dentre as espécies encontradas no Brasil  destaca-se a Cecropia pachystachya, pela maior abrangência em sua distribuição geográfica. A propósito, segundo o  GUIA DE CAMPO do Ministério do Meio ambiente e Recursos Naturais Renováveis (2011 - pag. 488),  ela ocorre em todas as regiões do território nacional, com  a seguinte  Fitofisionomia ou Habitat:  “Mata ciliar, mata de galeria, mata seca, cerrado (lato sensu), veredas e savanas amazônicas, com a seguinte distribuição geográfica: PA, AM, MA, PI, CE, PA, PE, BA, SE, MT, GO, TO, DF, MS, MG, ES, SP, RJ, PR, SC e RS”.

## Espécies e sinonímia botânica
- Cecropia schreberiana
- Cecropia palmata
- Cecropia peltata
- Cecropia obtusifolia
- Cecropia hololeuca
- Cecropia glaziovii
- Cecropia amphichlora
- Cecropia arachnoidea
- Cecropia asperrima
- Cecropia concolor
- Cecropia dielsiana
- Cecropia hondurensis
- Cecropia juranyiana
- Cecropia mexicana
- Cecropia pachystachya
- Cecropia polystachya, Trécul
- Cecropia scabrifolia
- Cecropia surinamensis
- Ambaiba palmata
- Cecropia artocarpeas, Abiegna

## Uso Medicinal
Povos ameríndios utilizam Cecropia na alimentação, como lenha e em fitoterapia. Algumas espécies da planta também têm um uso simbólico-cultural. Em Trinidad e Tobago, a Cecropia peltata é mastigada e dada aos cães que foram mordidos por serpentes venenosas como um remédio de emergência. No oeste da América do Sul, cinzas de folhas de Cecropia são usadas no preparo tradicional de ipadu, um estimulante suave à base de coca. Também é conhecido sua fama para aliviar asma e curar sintomas de bronquites, e doenças pulmonares com chá infuso dos brotos novos de suas folhas, ricos em substâncias benéficas do sistema cardiopulmonar. Pesquisas com a Cecropia glaziovii tem revelado atividade antidepressiva em ratos.